# Clitoria cordobensis
Clitoria cordobensis är en ärtväxtart som beskrevs av Arturo Erhardo Erardo Burkart. Clitoria cordobensis ingår i släktet Clitoria, och familjen ärtväxter. Inga underarter finns listade i Catalogue of Life.